# Marzan
Marzan är en kommun i departementet Morbihan i regionen Bretagne i nordvästra Frankrike. Kommunen ligger i kantonen La Roche-Bernard som tillhör arrondissementet Vannes. År 2022 hade Marzan 2 611 invånare.

## Befolkningsutveckling
Antalet invånare i kommunen Marzan
| Referens: INSEE |